# Выршец (община)
Выршец (болг. Община Вършец) — община в Болгарии. Входит в состав Монтанской области. Население составляет 9519 человек (на 21.07.05 г.).

## Состав общины
В состав общины входят следующие населённые пункты:
1. Выршец
2. Горна-Бела-Речка
3. Горно-Озирово
4. Долна-Бела-Речка
5. Долно-Озирово
6. Драганица
7. Клисурский монастырь
8. Спанчевци
9. Стояново
10. Черкаски

1. ↑  НСИ Националният регистър на населените места (болг.)